# Bi thương ngược dòng thành sông
Bi Thương Ngược Dòng Thành Sông (tựa tiếng Anh: Cry Me A Sad River) hay còn có tên gọi khác là Bi Thương Nghịch Lưu Thành Hà, được chuyển thể từ tiểu thuyết cùng tên của Quách Kính Minh. Anh là cha đẻ của series Tiểu Thời Đại và Tước Tích, là nhà văn và biên kịch nổi tiếng của Trung Quốc. Công chiếu vào năm 2018. Phim có sự tham gia của diễn viên trẻ Nhậm Mẫn, Triệu Anh Bác, Tân Vân Lai,Chương Nhược Nam và Chu Đan Ni.

## Nội dung
Dịch Dao (Nhậm Mẫn) một nữ sinh cấp 3 mất cha từ sớm và có mẹ làm nghề "mát-xa". Dịch Dao có tuổi thơ và cuộc sống không mấy hạnh phúc, người bạn duy nhất của cô ở thời điểm này là Tề Minh (Triệu Anh Bác) – cậu hàng xóm thanh mai trúc mã.
Dịch Dao là nạn nhân trực tiếp của bạo lực học đường, thế giới của cô sẽ là một vực sâu hun hút nếu không có sự xuất hiện của cậu bạn Cố Sâm Tây (Tân Vân Lai). Người giúp Dịch Dao chống trả lại những chiêu trò bắt nạt của bạn học, thay vì cậu hàng xóm Tề Minh.
Những cảm giác bị bạn học dội nước trên tầng cao xuống, bị ăn trộm tiền, bị đổ thức ăn thừa, bị sỉ nhục bởi những lời lẽ hạ đẳng và ghê tởm, là trung tâm của những tin đồn vô căn cứ, chúng đã ám ảnh Dịch Dao và khiến tâm lí một nữ sinh bình thường bị ảnh hưởng nặng nề.
Bi Thương Ngược Dòng Thành Sông là sự phản ánh mặt tối của vấn nạn bạo lực học đường, là câu chuyện của những cô cậu học trò đang tuổi tâm sinh lí chưa vững vàng. Không riêng Dịch Dao mà những nhân vật còn lại như Tề Minh, chị em Cố Sâm Tây và Cố Sâm Tương, bạn học "ác quỷ" Đường Tiểu Mễ (Chu Đan Ni) đều có những câu chuyện rất riêng, rất đời.
Tề Minh là đứa con được nuôi "trong lồng trứng", là kết quả của sự bảo bọc quá kĩ của bố mẹ mà mất đi chính kiến và tín ngưỡng của bản thân. Đường Tiểu Mễ là nạn nhân của bạo lực học đường nhưng đồng thời cũng chính là kẻ gián tiếp gây ra cái chết cho bạn học. Dù có quá khứ thế nào, Đường Tiểu Mễ vẫn đáng trách hơn là đáng thương, một người dùng đau khổ của bản thân để làm tổn thương người khác.
Mẹ Dịch Dao, một người phụ nữ yêu thương con cái nhưng không bao giờ thể hiện ra ngoài. Khi biết sơ suất của mình là nguyên nhân làm Dịch Dao mắc bệnh phụ khoa, lần đầu tiên bà đã thể hiện tình yêu của mình với con gái, giờ đây những thứ như tiền nong hay cái nghề "mát-xa" đó liệu còn quan trọng với bà. Hình ảnh cuối phim khi bà bán đi chiếc bàn nhắc lại quá khứ đáng buồn là một trong nhiều cảnh phim để lại ám ảnh cho khán giả.

## Diễn viên

### Diễn viên chính
| Tên              | Vai           | Miêu tả |
| ---------------- | ------------- | --- |
| Nhậm Mẫn         | Dịch Dao      | Học sinh trung học, câu cửa miệng "Trả tiền đây", từ nhỏ, hoàn cảnh gia đình không tốt nhưng tính tình lại bướng bỉnh, luôn đối đầu với mọi thứ xung quanh. Vì hoàn cảnh gia đình nghèo khó, nghề nghiệp không đứng đắn của mẹ và một căn bệnh truyền nhiễm khó nói, Tề Minh, một người yêu thuở nhỏ, tỏ ra rất quan tâm đến cô. |
| Triệu Anh Bác    | Tề Minh       | Một học sinh trung học kiểu mẫu với gia cảnh tốt, điểm số xuất sắc và lòng tốt giản dị, với Dịch Dao là hàng xóm sống trong một con hẻm. thỏa mãn". Anh lớn lên dưới sự quản lý chặt chẽ của mẹ mình và không bao giờ nghĩ đến việc phá bỏ các quy tắc trong thế giới của riêng mình.                                            |
| Tân Vân Lai      | Cố Sâm Tây    | Em trai sinh đôi của Cố Sâm Tương, một học sinh trung học, đẹp trai ngời ngời, có độ nổi loạn nhất định và cách cư xử táo bạo chỉ có ở lứa tuổi này. Sự động viên và hỗ trợ của anh đã giúp Dịch Dao thoát khỏi sự tự ti, và sự tin tưởng của anh đã khiến Dịch Dao lấy lại được sự tự tin của mình.                             |
| Chương Nhược Nam | Cố Sâm Tương  | Chị gái song sinh của Cố Sâm Tây, một nữ sinh điển hình, hiền lành và tốt bụng, lớn lên dưới sự chăm sóc của cả gia đình, nhưng cuối cùng cô lại trở thành nạn nhân của trò bắt nạt trong trường và tự tử. |
| Chu Đan Ni       | Đường Tiểu Mễ | Học sinh trung học, học sinh chuyển trường, vẻ ngoài ngọt ngào nhưng tính chiếm hữu và lòng tự trọng. Trong khi cô bị các bạn học cũ bắt nạt, cô cũng bắt nạt Dịch Dao bằng mọi cách có thể với các bạn cùng lớp. |

### Diễn viên khác
| Tên              | Vai                 | Miêu tả |
| ---------------- | ------------------- | --- |
| Ô Quân Mai       | Lâm Hoa Phụng       | Mẹ của Dịch Dao kiếm tiền bằng cách mát-xa cho người khác                                                       |
| Đào Tuệ Mẫn      | Lý Uyển Tâm         | Mẹ của Tề Minh không thích gia đình của Dịch Dao                                                                |
| Lâm Chỉ Y        | Cốc Đan             | Bạn cùng lớp của Dịch Dao ở năm nhất trung học muốn giúp Dịch Dao nhưng bị Ái Ngọc và những người khác ngăn cản |
| Lạt Mục Dương Tử | Uông Ái Ngọc        | Bạn cùng lớp của Dịch Dao thích bắt nạt Dịch Dao                                                                |
| Tống Duy         | Hồ Bội              | Bạn cùng lớp của Dịch Dao thích bắt nạt Dịch Dao                                                                |
| Nhâm Trọng       | Giáo viên chủ nhiệm | Giáo viên chủ nhiệm năm nhất trung học                                                                          |

## Nhạc phim
| Tên                 | Lời                       | Sáng tác      | Trình bày        | Thể loại      |
| ------------------- | ------------------------- | ------------- | ---------------- | ------------- |
| Như hà              | Lạc Lạc, Quách Kính Minh  | Yutaka Yamada | Trương Thiều Hàm | OST           |
| Tạm biệt thanh xuân | Uông Phong, Tôn Vĩnh Hoán | Uông Phong    | Nhậm Tố Tịch     | Nhạc đệm      |
| Không khóc          | Lý Trịch Viễn, Lâm Kiều   | Khương Hải Uy | Sunnee           | Nhạc quảng bá |
| Cho mẹ              | Lạc Lạc, Quách Kính Minh  | Mã Kính       | Mèo của chủ nhà  | Nhạc đệm      |

## Sản xuất

### Sản xuất
| Công ty chế tác                                   | Công ty chế tác            |
| ------------------------------------------------- | -------------------------- |
| Quang Tuyến điện ảnh                              | Ngũ quang thập sắc         |
| Truyền thông Quang Tuyến                          | Sơn Nam Quang Tuyến        |
| Hoắc Nhĩ Quã Tư Thanh Xuân Quang Tuyến ảnh nghiệp | 霍尔果斯乐开花影业有限公司 |
| 1 CM (霍尔果斯领誉影视传媒有限公司)               | 无锡宝唐影业有限公司       |